# Ginnastica ai Giochi della XXX Olimpiade - Anelli
La competizione degli anelli (ginnastica artistica) dei giochi olimpici di Londra 2012 si è svolto il 6 agosto 2012 presso la The O2 Arena.

## Programma
| Data                 | Ora   | Turno  |
| -------------------- | ----- | ------ |
| Lunedì 6 agosto 2012 | 14:00 | Finale |

## Qualifiche
| Posizione | Ginnasta           | Nazione                | Punt. D | Punt. E | Pen. | Total  | Qualif. |
| --------- | ------------------ | ---------------------- | ------- | ------- | ---- | ------ | ------- |
| 1         | Chen Yibing        | Cina (bandiera)        | 6.800   | 9.058   |      | 15.858 | SI      |
| 2         | Matteo Morandi     | Italia (bandiera)      | 6.800   | 8.966   |      | 15.766 | SI      |
| 3         | Aleksandr Balandin | Russia (bandiera)      | 6.700   | 8.966   |      | 15.666 | SI      |
| 4         | Arthur Zanetti     | Brasile (bandiera)     | 6.500   | 9.116   |      | 15.616 | SI      |
| 5         | Denis Abljazin     | Russia (bandiera)      | 6.600   | 8.900   |      | 15.500 | SI      |
| 6         | Tommy Ramos        | Porto Rico (bandiera)  | 6.800   | 8.700   |      | 15.500 | SI      |
| 7         | Federico Molinari  | Argentina (bandiera)   | 6.700   | 8.633   |      | 15.333 | SI      |
| 8         | Jordan Jovčev      | Bulgaria (bandiera)    | 6.600   | 8.708   |      | 15.308 | SI      |
| 9         | Ihor Radivilov     | Ucraina (bandiera)     | 6.800   | 8.500   |      | 15.300 | NO      |
| 10        | Jonathan Horton    | Stati Uniti (bandiera) | 6.700   | 8.466   |      | 15.166 | NO      |
| 11        | Kazuhito Tanaka    | Giappone (bandiera)    | 6.000   | 9.100   |      | 15.100 | NO      |

### Finale
La finale si è disputata il 6 agosto 2012.
| Posizione | Ginnasta           | Nazione    | Punt. D | Punt. E | Pen. | Totale |
| --------- | ------------------ | ---------- | ------- | ------- | ---- | ------ |
| 1         | Arthur Zanetti     | Brasile    | 6.800   | 9.100   | 0.00 | 15.900 |
| 2         | Chen Yibing        | Cina       | 6.800   | 9.000   | 0.00 | 15.800 |
| 3         | Matteo Morandi     | Italia     | 6.800   | 8.933   | 0.00 | 15.733 |
| 4         | Aleksandr Balandin | Russia     | 6.700   | 8.966   | 0.00 | 15.666 |
| 5         | Denis Abljazin     | Russia     | 6.600   | 9.033   | 0.00 | 15.633 |
| 6         | Tommy Ramos        | Porto Rico | 6.800   | 8.800   | 0.00 | 15.600 |
| 7         | Jordan Jovčev      | Bulgaria   | 6.600   | 8.508   | 0.00 | 15.108 |
| 8         | Federico Molinari  | Argentina  | 6.700   | 8.033   | 0.00 | 14.733 |